# غريس جوليان كلارك
غريس جوليان كلارك (بالإنجليزية: Grace Julian Clarke)‏ هي سفرجات أمريكية، ولدت في 11 سبتمبر 1865 في سنترفيل في الولايات المتحدة، وتوفيت في 16 يونيو 1938 في إنديانابوليس في الولايات المتحدة بسبب ذات الرئة. والدها جورج واشنطن جوليان وجدها جوشوا ريد غيدينغز كانا من المناهضين للعبودية وعضوين في الكونغرس الأمريكي، ما ساهم في اطلاعها المبكر على قضايا الإصلاح الاجتماعي. فهي صاحبة الفضل في إعادة إحياء حركة حق التصويت النسائية في ولاية إنديانا، حيث كانت نشطة بشكل خاص في الحملة الوطنية من أجل حق المرأة في التصويت في أوائل القرن العشرين. اشتهرت بسبب تأسيسها وقيادتها لاتحاد ولاية إنديانا للأندية النسائية والمجلس التشريعي ورابطة حق الانتخاب للنساء في إنديانا (وهي تابعة للجمعية الوطنية الأمريكية لحق المرأة في التصويت وحجر أساس لرابطة الناخبات في إنديانا). ألفت كلارك ثلاثة كتب حول حياة والدها، وكانت محررة عامود في إنديانابوليس ستار من عام 1911 إلى عام 1929.

## النشأة والتعليم
ولدت غريس غيدينغز جوليان في 11 أيلول عام 1865، في سنترفيل مقاطعة وين، ولاية إنديانا. كانت أول طفلة لجورج واشنطن جوليان وزوجته الثانية لورا غيدينغز جوليان. وكان لديها ثلاثة إخوة أكبر منها من والدها. انتقلت عائلة والدها من ولاية كارولينا الشمالية إلى إيرفينغتون في ولاية إنديانا، وقد كان والدها من رواد مناهضة العبودية وعضواً في الكونغرس الأمريكي، بالإضافة لكونه مصلحاً اجتماعياً قدم أول تعديل فيدرالي لحق التصويت في الدستور الأمريكي في عام 1868. حافظت غريس على علاقة وثيقة بوالدها طوال حياتها والذي توفي في عام 1899. أما والدة غريس فهي ابنة جوشوا ريد غيدينغز والذي بدوره ناهض العبودية وكان عضواً في الكونغرس الأمريكي من أوهايو.
  نشأت غريس في واشنطن العاصمة حيث عمل والدها كعضو في مجلس النواب الأمريكي حتى عام 1871. وانتقلت العائلة إلى إيرفينغتون وهي ضاحية في شرق وسط مدينة إنديانابوليس، واستقرت غريس في إيرفينغتون لما تبقى من حياتها بعد عام 1873.
التحقت بمدرسة ماونت زيون ومدرسة جامعة بتلر الإعدادية والتي كانت في إيرفينغتون في ذلك الوقت. واصلت غريس تعليمها في جامعة بتلر، وحصلت على درجة البكالوريوس في عام 1884 ودرجة الماجستير في عام 1885. كما كانت غريس عضواً في جماعة الموحدين في إنديانابوليس.

## الزواج والعائلة
تزوجت غريس بتشارلز  ب. كلارك وهو محام في 11 أيلول عام 1887. كان كلارك وهو من الحزب الديمقراطي ممثلًا سابقاً لمساحي الأراضي الأمريكيين في إقليم نيو مكسيكو. خدم في مجلس الشيوخ في إنديانا بين عامي 1913 و 1915. ولم ينجب الزوجان أي أطفال.

## المهنة

### مدافعة عن حق المرأة في التصويت
كانت غريس مدافعة عن حركة حق المرأة في التصويت خصوصاً من خلال أنشطة الأندية النسائية، ونشطت في العديد من المنظمات النسائية في ولاية إنديانا. شاركت في تأسيس وقيادة اتحاد ولاية إنديانا للأندية النسائية ورابطة حق التصويت للنساء والمجلس التشريعي. كما أسست كلارك نادي إيرفينغتون النسائي في عام 1892 وترأسته، وهو مجموعة أدبية محلية. وقد كانت رئيسة نادي المرأة في إنديانابوليس ونادي كاثرين ميريل وعضواً في جمعية رواد إنديانا ونادي الصحافة النسائية في إنديانا أيضاً.
نشطت كلارك بشكل خاص في إحياء حركة التصويت في ولاية إنديانا، وتحديداً في كسب الدعم بين الأندية النسائية في الولاية. كما نظمت المنطقة السابعة لاتحاد إنديانا للأندية النسائية في عام 1909، وشغلت منصب رئيسة اتحاد إنديانا من عام 1909 إلى عام 1911. وكانت مديرة ورئيسة الصحافة الوطنية للاتحاد العام لنادي النساء من عام 1912 إلى عام 1916. أحد إسهاماتها الرئيسية في الحركة النسائية عام 1909 هو مساعدتها في تشكيل منظمة لجنة المدارس النسائية التي ساعدت في انتخاب أول امرأة في مجلس إدارة مدرسة إنديانابوليس. وأعيد تسمية المنظمة باسم رابطة مدارس المرأة، وشغلت كلارك منصب الرئيسة فيها وواصلت جهودها للحصول على حق التصويت لنساء إنديانابوليس. كان للمنظمة ستون فرعاً وضمت 3 ألاف عضواً في إنديانا، وأصبحت فيما بعد رابطة حق التصويت للنساء في عام 1911. وقد قادت الرابطة التحرك لأجل حق التصويت داخل الولاية. وفي النهاية أصبحت تابعة للجمعية الوطنية الأمريكية لحق المرأة في التصويت.
عملت كلارك في رابطة حق التصويت للنساء وأصبحت أول رئيسة للمجلس التشريعي في إنديانا، وهو جماعة للضغط ساهمت هي في تأسيسه. على الرغم من أن الجمعية العامة في إنديانا رفضت تشريعات المرأة في حق التصويت في عام 1915، وعلى الرغم من جهود الضغط التي بذلها المجلس، إلا أنها نجحت في توحيد تجمعات مختلفة للعمل من أجل هدف مشترك. وأصبحت إنديانا الولاية العشرين التي تصادق على التعديل الوطني لحق المرأة في التصويت (التعديل التاسع عشر للدستور الأمريكي) في 20 كانون الثاني عام 1920. وبعد أربعة أشهر من تصديق الهيئة التشريعية للولاية على التعديل الوطني للاقتراع، وافق أعضاء رابطة حق التصويت للنساء على حل رابطتهم وتشكيل رابطة الناخبات في إنديانا. واصلت كلارك مشاركتها في الرابطة، لكنها بدأت كذلك في متابعة اهتماماتها في حركة السلام.
 في سنوات حياتها الأخيرة أصبحت كلارك ناشطة من أجل السلام وكانت مهتمة بالشؤون الدولية. فكانت عضواً في اللجنة الوطنية لرابطة فرض السلام وعضواً في جمعية السلام الأمريكية. كما ترأست كلارك لجنة إنديانا للمستقلين. وألقت محاضرات لدعم عصبة الأمم وتلقت انتقادات لدعمها العلني لهذه الفكرة التي لم تكن تحظى بشعبية.
وشملت اهتمامات كلارك المدنية الخدمة في المجالس الوطنية والمحلية. عيّن وودرو ويلسون وهو سياسي تقدمي كلارك في عام 1916 رئيسة لقسم النساء في مكتب التوظيف الفيدرالي في إنديانابوليس. وعُينت في لجنة تخطيط مدينة إنديانابوليس في عام 1931.

### كاتبة
بالإضافة إلى اهتماماتها المدنية والسياسية كانت كلارك مؤلفة وصحفية. حيث ساهمت بعمود أسبوعي وملخص لأنشطة الأندية النسائية في إنديانابوليس ستار بين العامين 1991 و1929، وحررت الصفحات النسائية فيها لمدة عام. كما شاركت بمقالات لمجلة إنديانا للتاريخ أيضاً.
جمعت كلارك ونشرت كتاباً يحتوي على خطابات والدها ومجلداً أخر عن ذكرياتها الخاصة به، وكتبت جورج دبليو جوليان (1923) وهي سيرة حياة والدها وقد أصبحت المجلد الأول من سلسلة سير إنديانا التاريخية للجنة إنديانا.

## الوفاة والإرث
توفيت كلارك في منزلها في إيرفينغتون في 18 حزيران عام 1938 جراء إصابتها بذات الرئة. وقد دُفنت في مقبرة كراون هل في إنديانابوليس.

## الأعمال المنشورة

### الكتب
- الخطابات اللاحقة حول الأسئلة السياسية: مع بعض الصحف المثيرة للجدل (1889).
- جورج دبليو جوليان: بعض الانطباعات (1902).
- جورج دبليو جوليان: (1923).

### مقالات مختارة
- أندرو هوفر يصل إلى إنديانا (كانون الأول 1928).
- رسالة من الدكتور جماليل بيلي إلى جوشوا أر غيدينغ (آذار 1930).
- رسالة من دانيال ورث إلى جورج دبليو جوليان وموثقين آخرين (حزيران 1930).
- المنطقة المحترقة (حزيران 1930).
- إسحق هوفر جوليان (آذار 1932).
- رسائل الوطن من جورج دبليو جوليان (حزيران 1933).